# Marcello Marcello
Marcello Marcello is een Zwitsers-Duitse romantische komedie uit 2008, geregisseerd door Denis Rabaglia.  De film is gebaseerd op het boek Marcello's Date uit 2004 van Mark David Hatwood.

## Verhaal
Op het pittoreske eiland Amatrello in Italië, 1956 houden de jonge mannen van het dorp zich bezig met een uniek gebruik: wanneer een meisje achttien wordt, wordt elke jongen uitgenodigd om een geschenk mee te nemen op de eerste date. Het geschenk is echter niet voor het meisje, maar voor de vader. Uiteindelijk beslist hij welke jongen haar op hun eerste date zal nemen. De achttienjarige visserszoon Marcello gelooft pas in deze traditie als hij de charmante Elena ontmoet, de dochter van de burgemeester die is teruggekeerd naar het eiland en nu volgens de traditie, volwassen wordt.
Marcello heeft het perfecte cadeau voor haar 18e verjaardag: de haan die de burgemeester elke ochtend brutaal wakker maakt. Maar dit is moeilijk te krijgen. De slager vraagt iets in ruil. Hij wordt al snel gedwongen om met het hele dorp handel te drijven, omdat iedereen iets van iemand anders lijkt te willen. Marcello's wanhopige zoektocht leidt tot een proces van verzoening tussen de dorpelingen.

## Rolverdeling
| Acteur                | Personage       |
| --------------------- | --------------- |
| Francesco Mistichelli | Marcello Romei  |
| Elena Cucci           | Elena Del Ponte |
| Alfio Alessi          | Armando Cesari  |
| Luigi Petrazzuolo     | Pasquale        |
| Luca Sepe             | Diego           |
| Renato Scarpa         | Don Tommaso     |

## Productie
De opnames vonden plaats in Ligurië, Sarzana en Montemarcello, maar ook in Ventotene en in een klein stadje in de buurt van Luzern. De film had een budget van 3,2 miljoen euro.

## Release
De film ging in première op 12 augustus 2008 op het Internationaal filmfestival van Locarno.

## Prijzen en nominaties
| Jaar | Prijs                                   | Categorie                                      | Genomineerde(n) | Uitslag     |
| ---- | --------------------------------------- | ---------------------------------------------- | --------------- | ----------- |
| 2008 | Internationaal filmfestival van Locarno | Variety Piazza Grande Award                    | Denis Rabaglia  | Genomineerd |
| 2009 | St. Louis International Film Festival   | Beste Internationale Speelfilm (publieksprijs) | Denis Rabaglia  | Gewonnen    |